# 벤저민 웨스트
벤자민 웨스트(Benjamin West, 1738년 10월 10일~1820년 3월 11일)는 미국 독립 전쟁과 7년 전쟁 전후의 역사화를 그린 신고전주의 계열의 화가이다. 그는 런던 로열 아카데미 오브 아츠(왕립미술원)의 제2대 원장이었으며, 1792년부터 1805년, 1806년부터 1820년까지 두 번의 임기를 가졌다. 영국 왕실로부터 기사 작위를 제안받았으나, 거절을 했다. 그는 예술이란 인간의 아름다움을 나타나게 하는 것이며, 디자인에서 이상적으로 완벽함, 태도에서 우아함과 고상함이다.라고 말했다.

## 생애

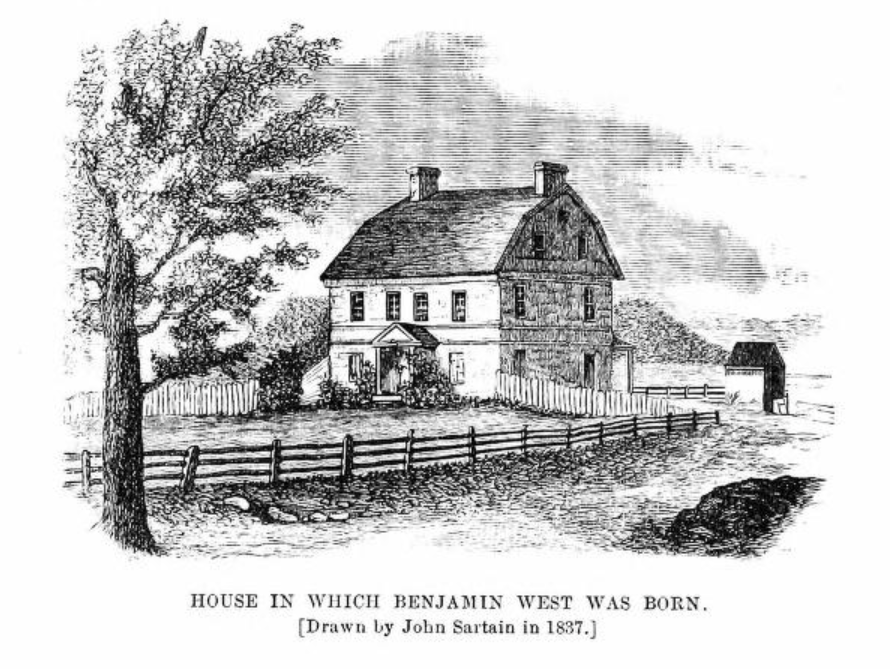
존 사튼이 1837년에 그린 벤자민 웨스트가 태어난 집

영국령 펜실베이니아 식민지(현재 펜실베이니아 스와스모어 대학교 캠프스)에서 여관주인의 10번째 아들로 태어났다. 거의 독학으로 그림을 배웠다. 1746년부터 1759년까지 펜실베니아에서 주로 초상화를 그렸다. 필라델피아 부유층의 도움을 받게 되었고, 그들의 지원으로 1760년 이탈리아로 건너가 로마에 살았다. 이탈리아 전성기 르네상스의 화가 티치아노와 라파엘로의 걸작을 모사하며 배웠고, 안톤 라파엘 멩스와 요한 요아힘 빙켈만, 게빈 해밀턴 등의 미술가와 알게 되었다.
1763년 런던으로 건너가 1768년에 로열 아카데미 오브 아트(왕립미술원)의 설립에 참여했다. 1792년 미술원의 초대 회장의 조슈아 레이놀즈가 사망하게 되면서 회장직을 인계받았고, 평생 그 직에 있었다.
영국 미술사에서 고전 역사화가의 전조가 되는 그림을 그렸다. 《울프 장군의 죽음》(The Death of General James Wolfe in Quebec: 1770)은 웨스트를 국제적으로 유명하게 만들었다.
국왕 조지 3세의 가족 초상화를 그리는 것을 의뢰 받아 1772년에는 왕실 역사 화가로 임명 받게 되었다. 1791년에는 미국 예술 과학 아카데미의 회원으로 선출, 찰스 윌슨 필과 길버트 스튜어트 등의 많은 미국인 화가가 런던의 웨스트 밑에서 배웠다. 1803년에 프랑스 학사원의 예술 아카데미(Académie des Beaux-Arts)의 외국인 회원으로도 선정됐다. 런던에서 죽었다.

## 갤러리

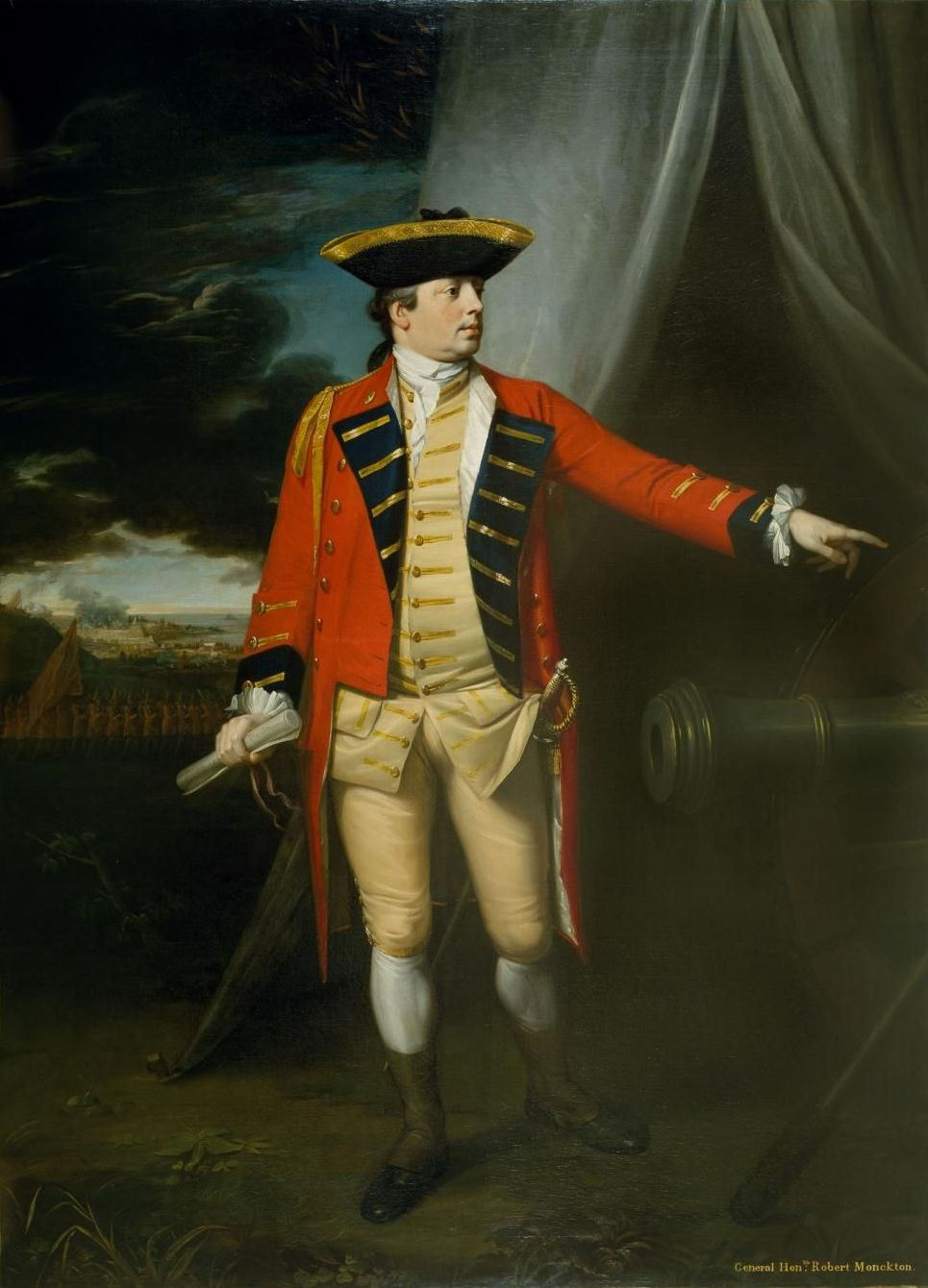
로버트 멍크튼, 1762
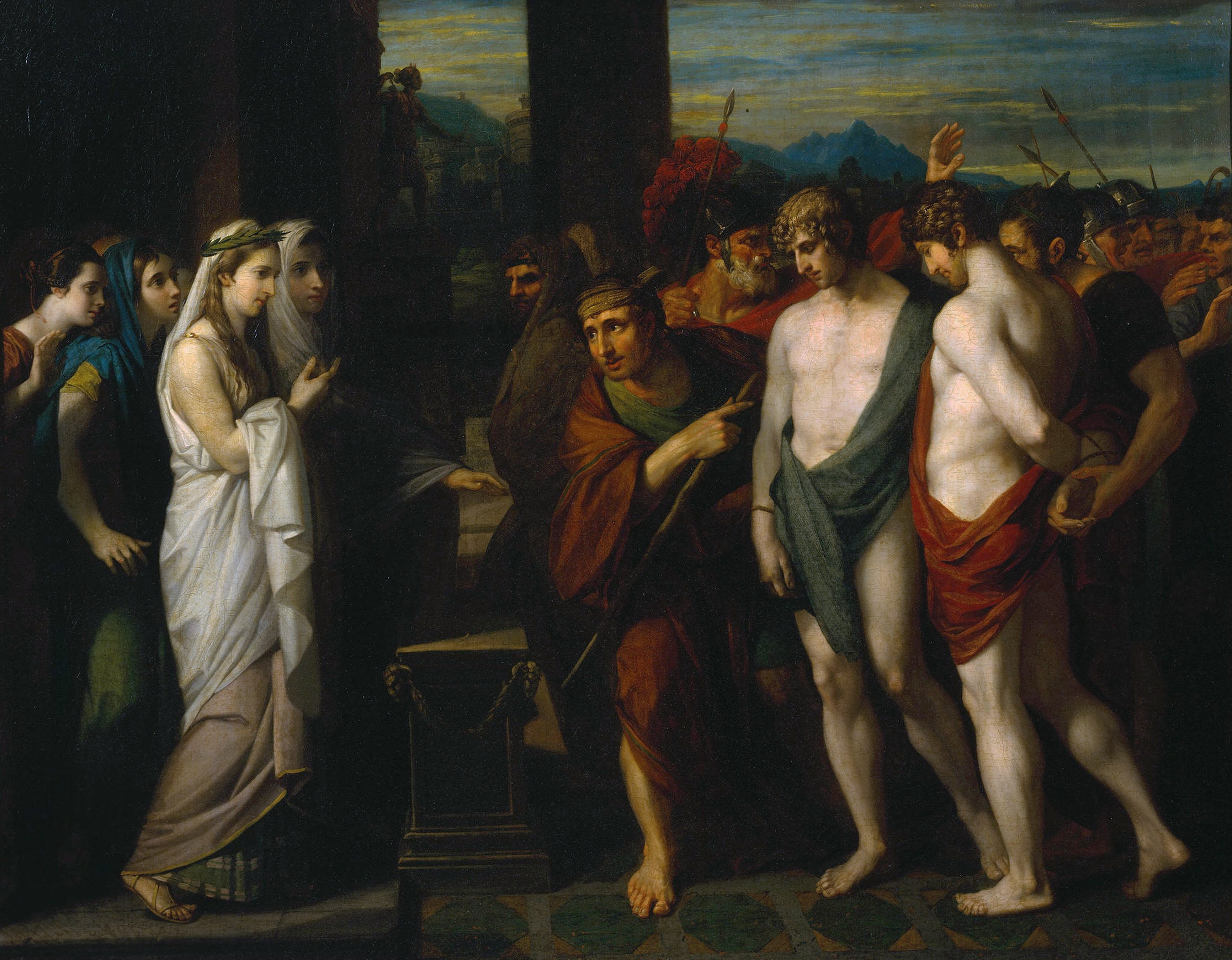
Pylades and Orestes Brought as Victims before Iphigenia, 1766
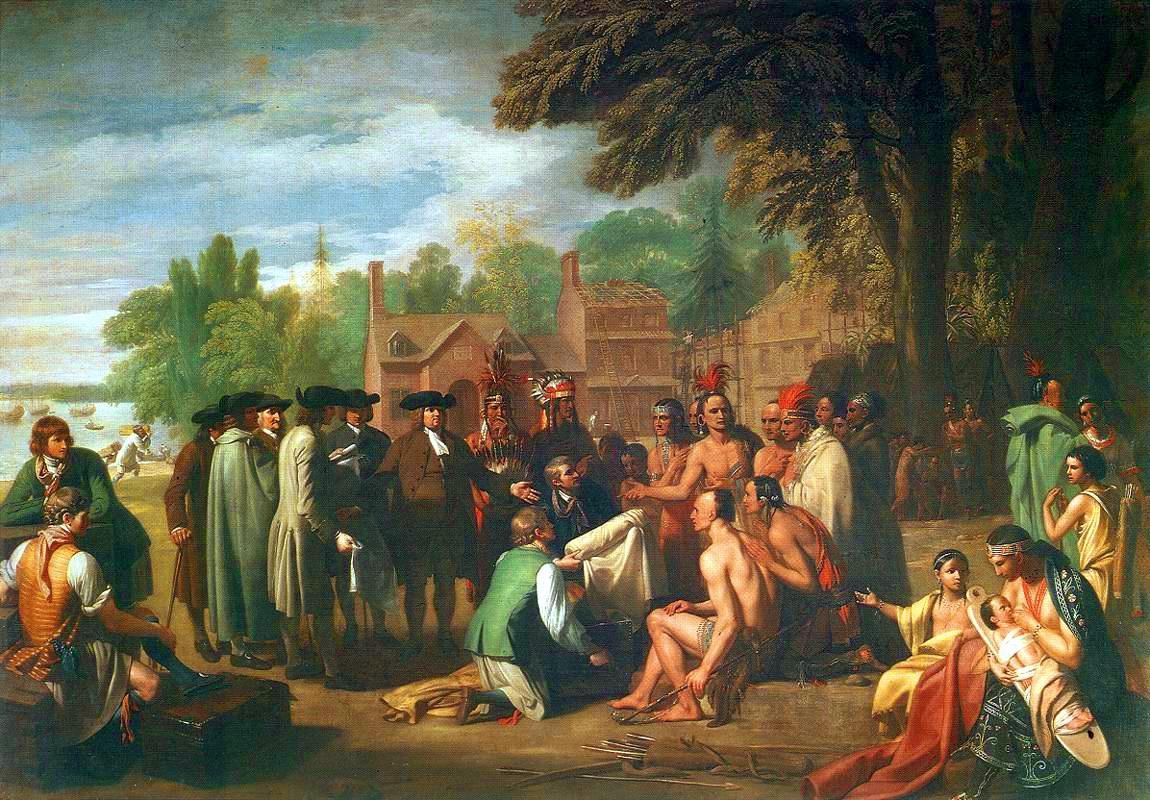
Treaty of Penn with Indians, 1772
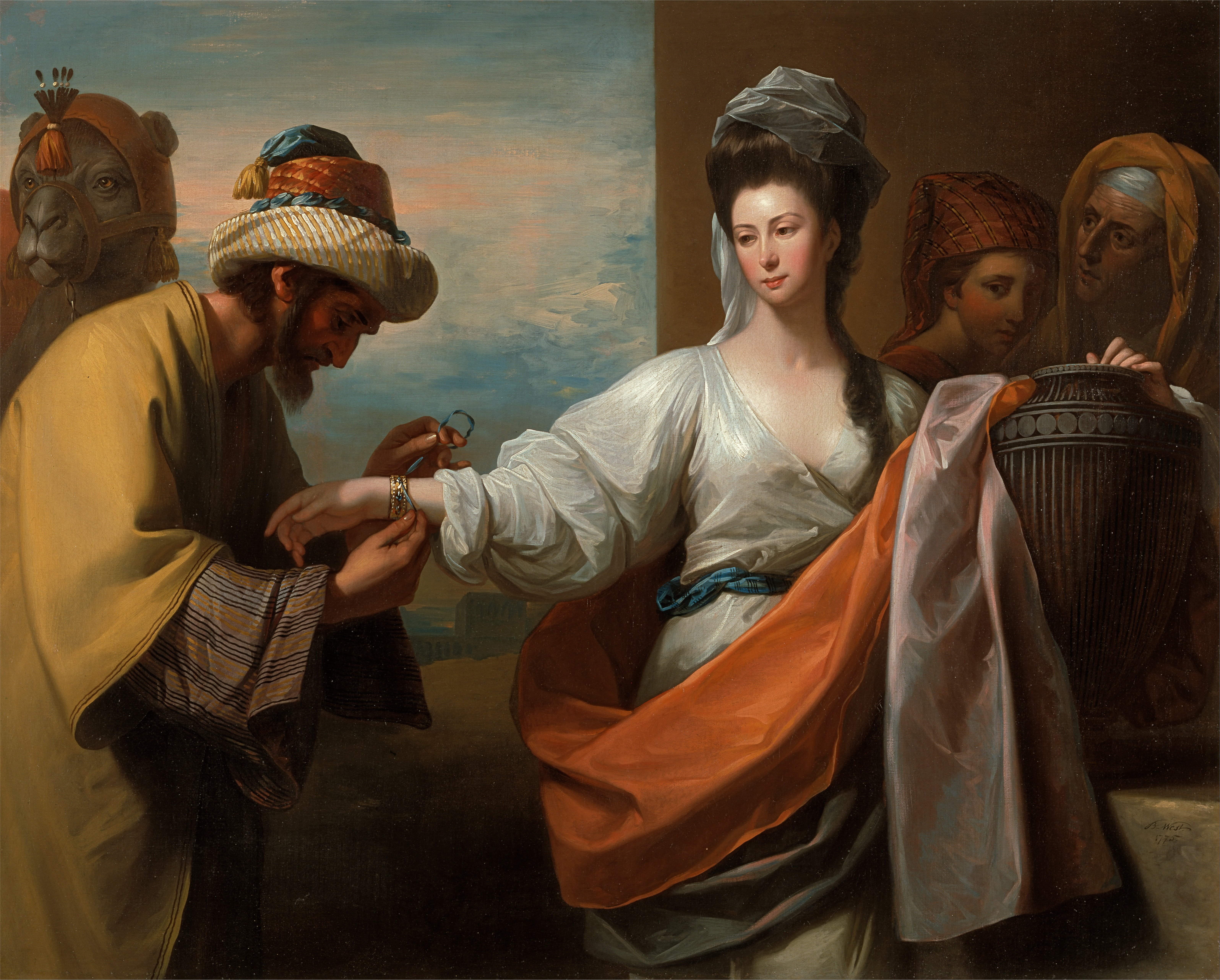
Isaac's Servant Tying the Bracelet on Rebecca's Arm, 1775
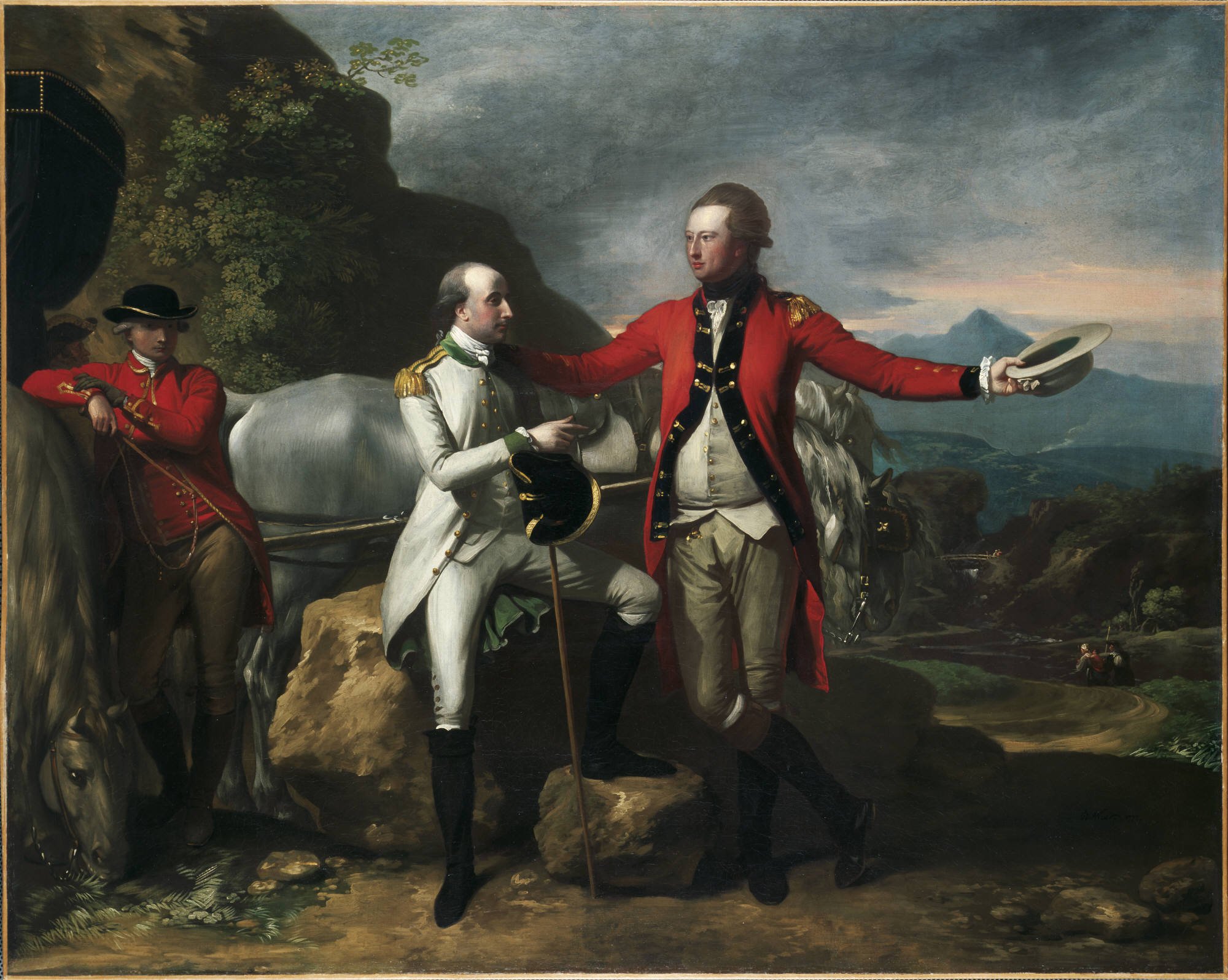
Two Officers and a Groom in a Landscape, 1777, Princeton University Art Museum
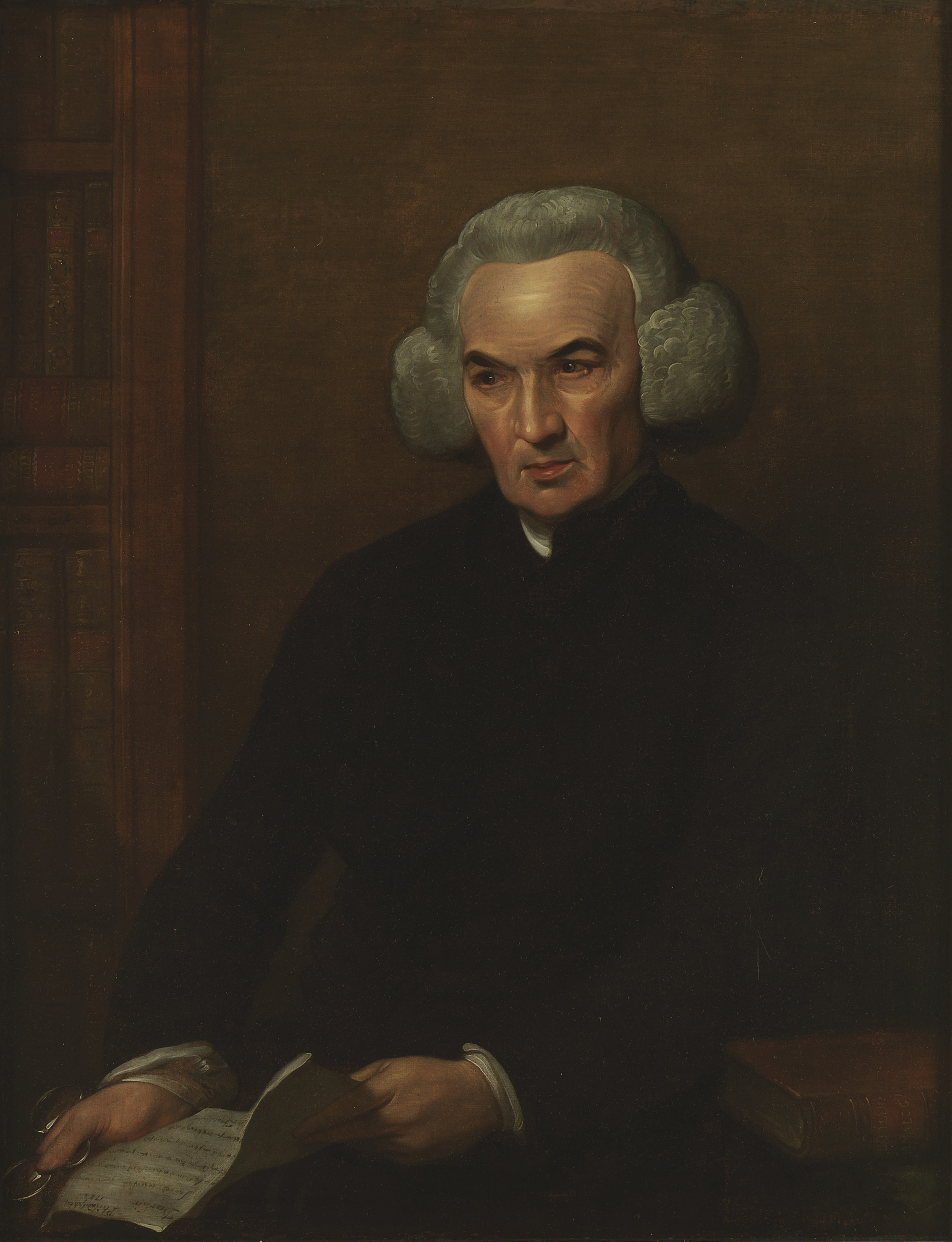
Welsh moral philosopher Richard Price, 1784
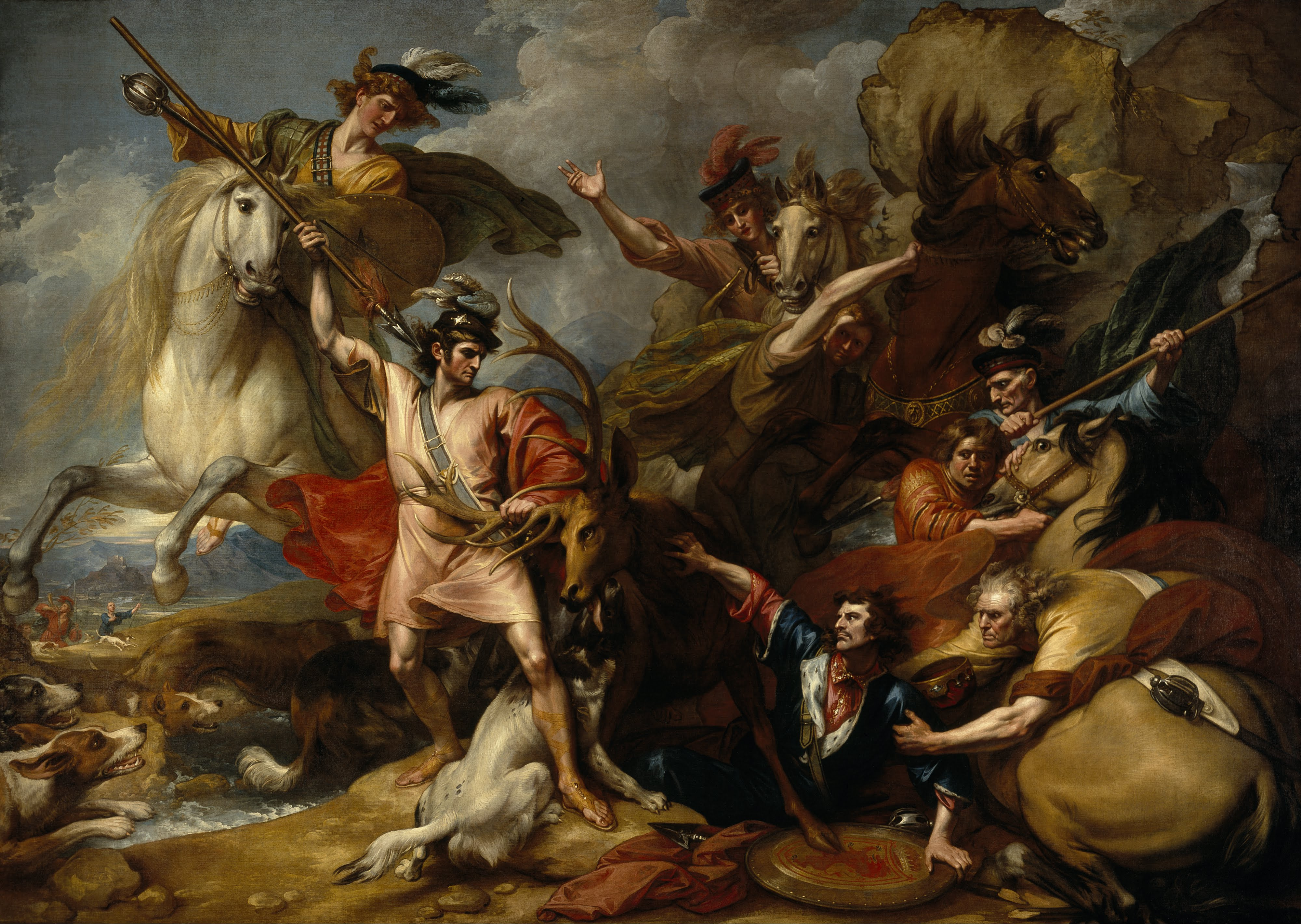
Death of a Stag or Alexander III of Scotland Rescued from the Fury of a Stag by the Intrepidity of Colin Fitzgerald, 1786
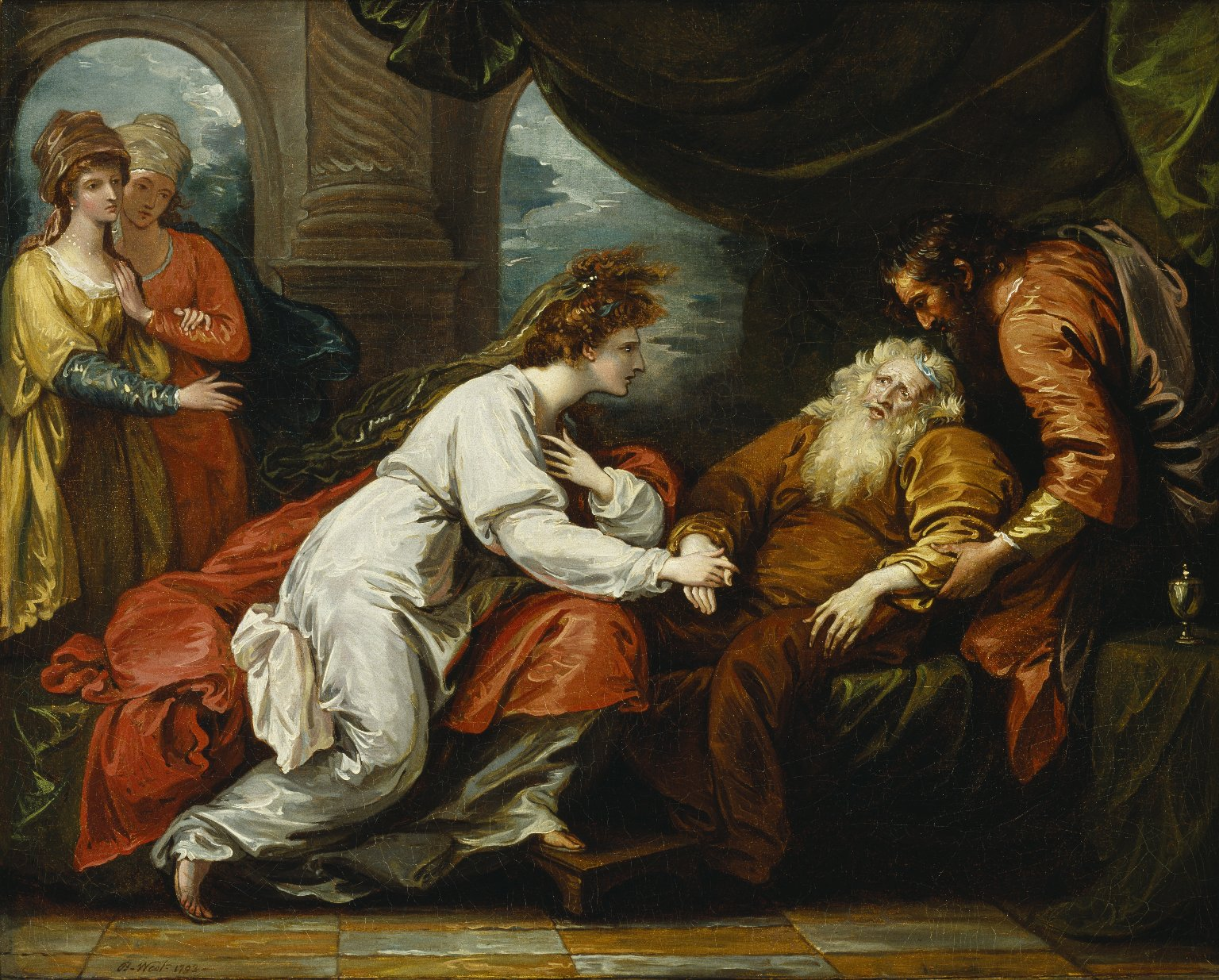
King Lear and Cordelia, 1793
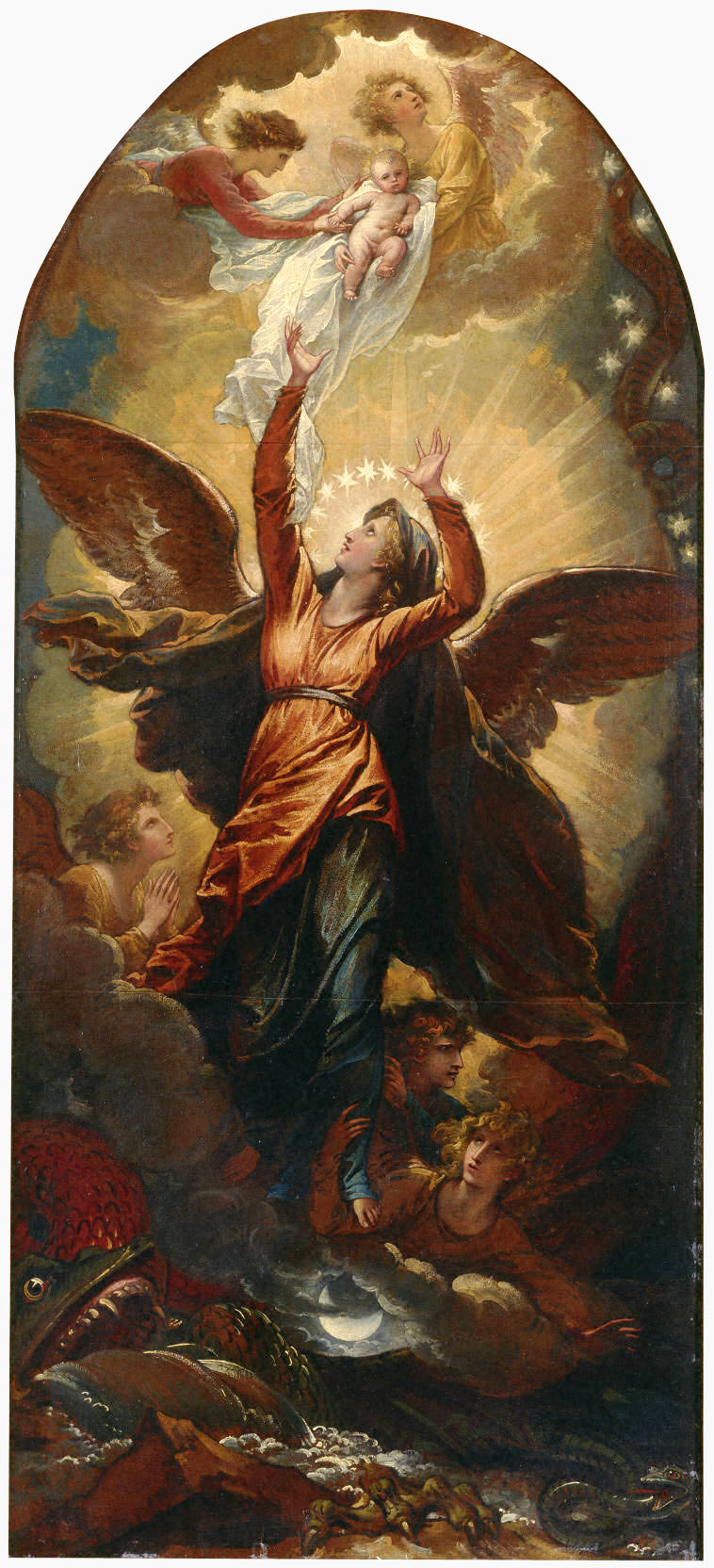
The Woman Clothed with the Sun Fleeth from the Persecution of the Dragon, c. 1797, Princeton University Art Museum
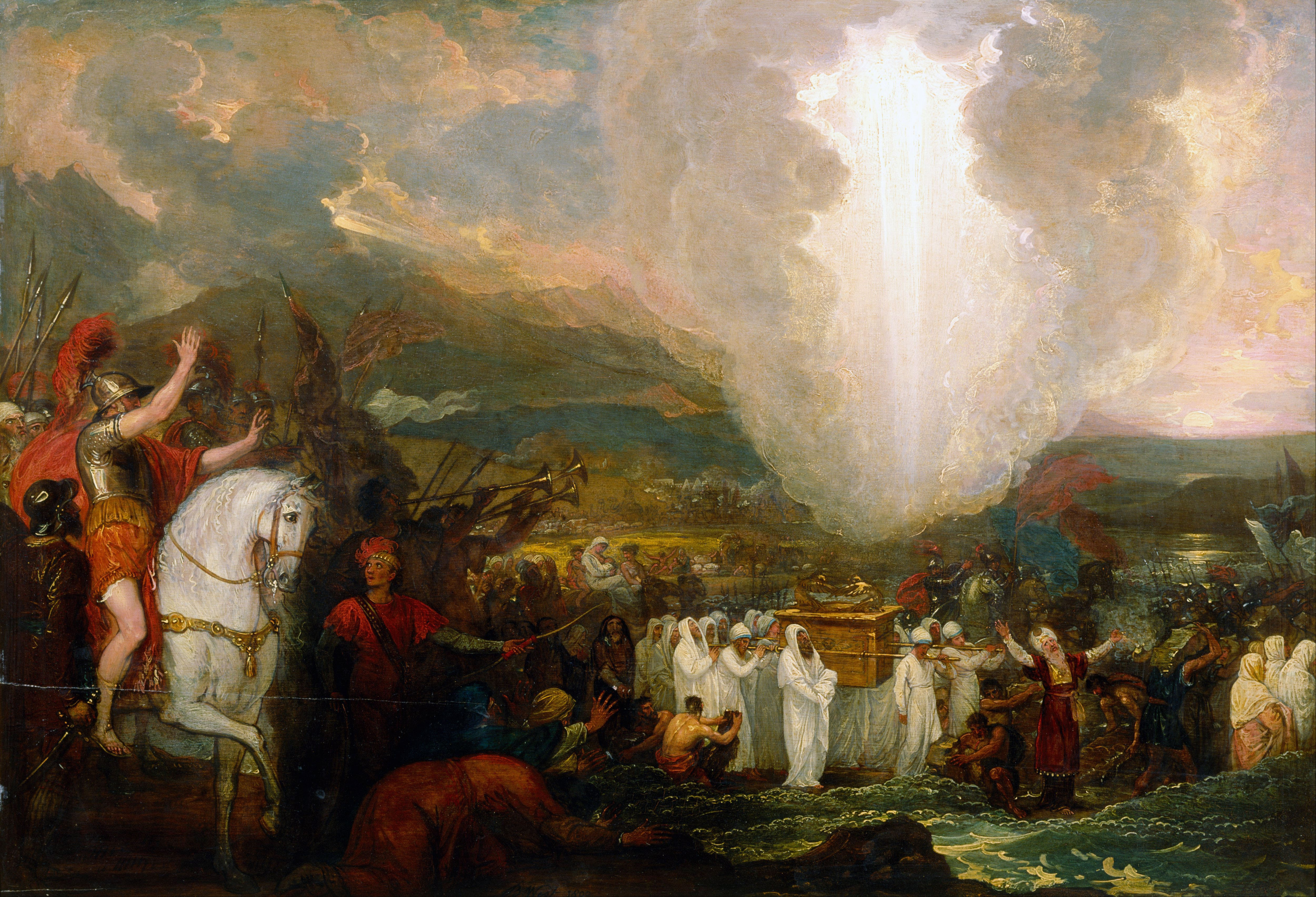
Joshua passing the River Jordan with the Ark of the Covenant, 1800
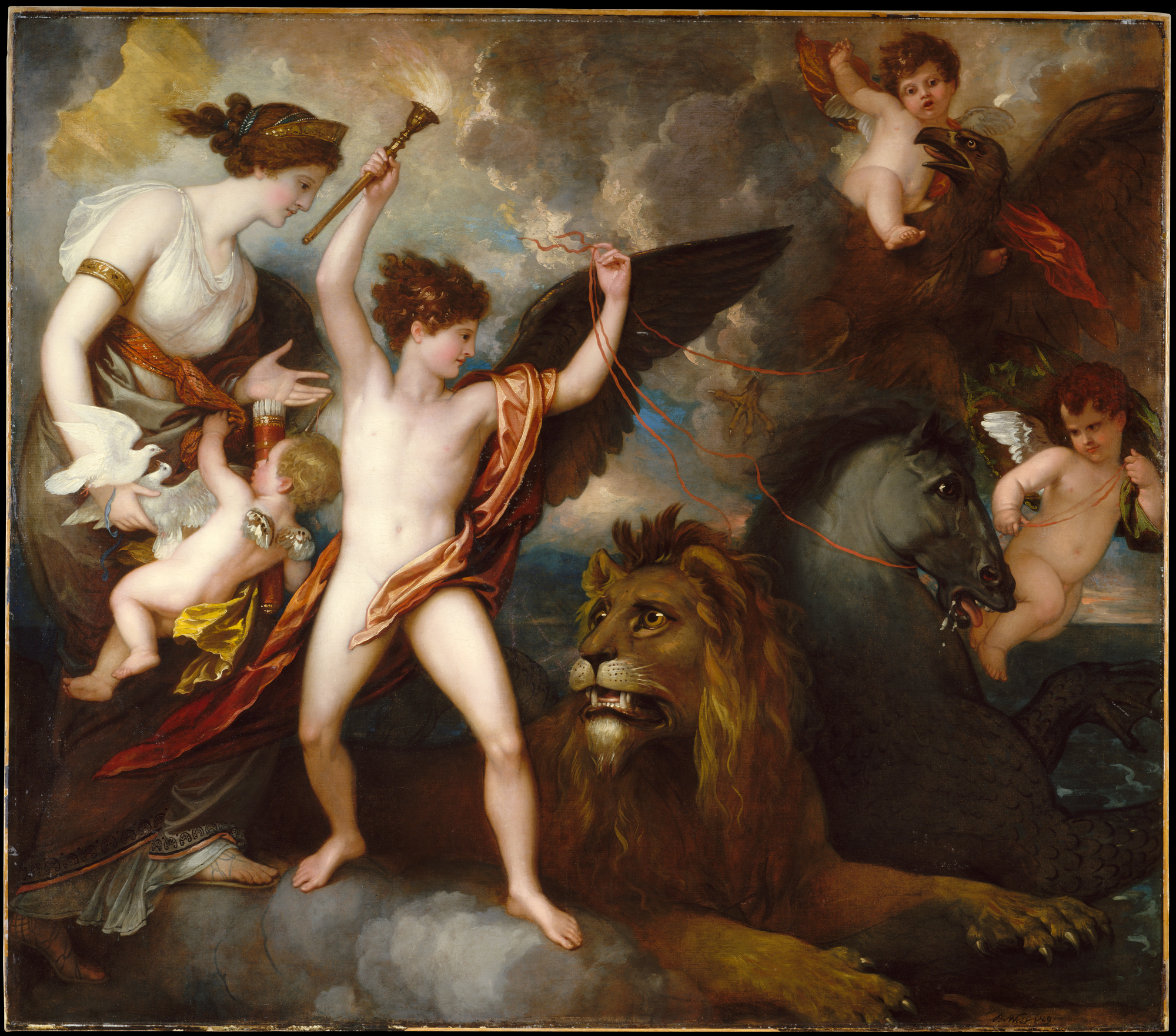
Omnia Vincit Amor, 1809
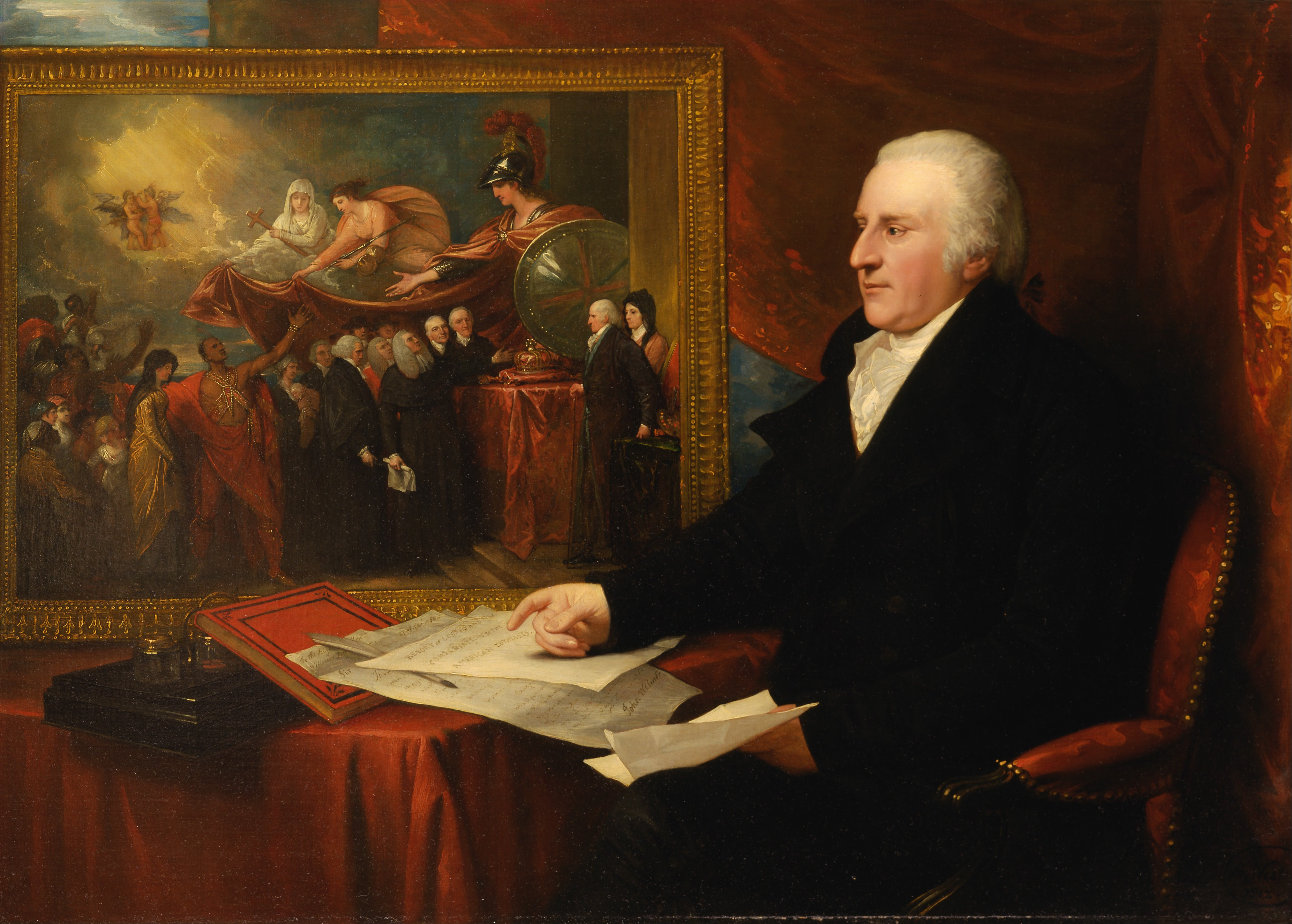
John Eardley Wilmot, 1812
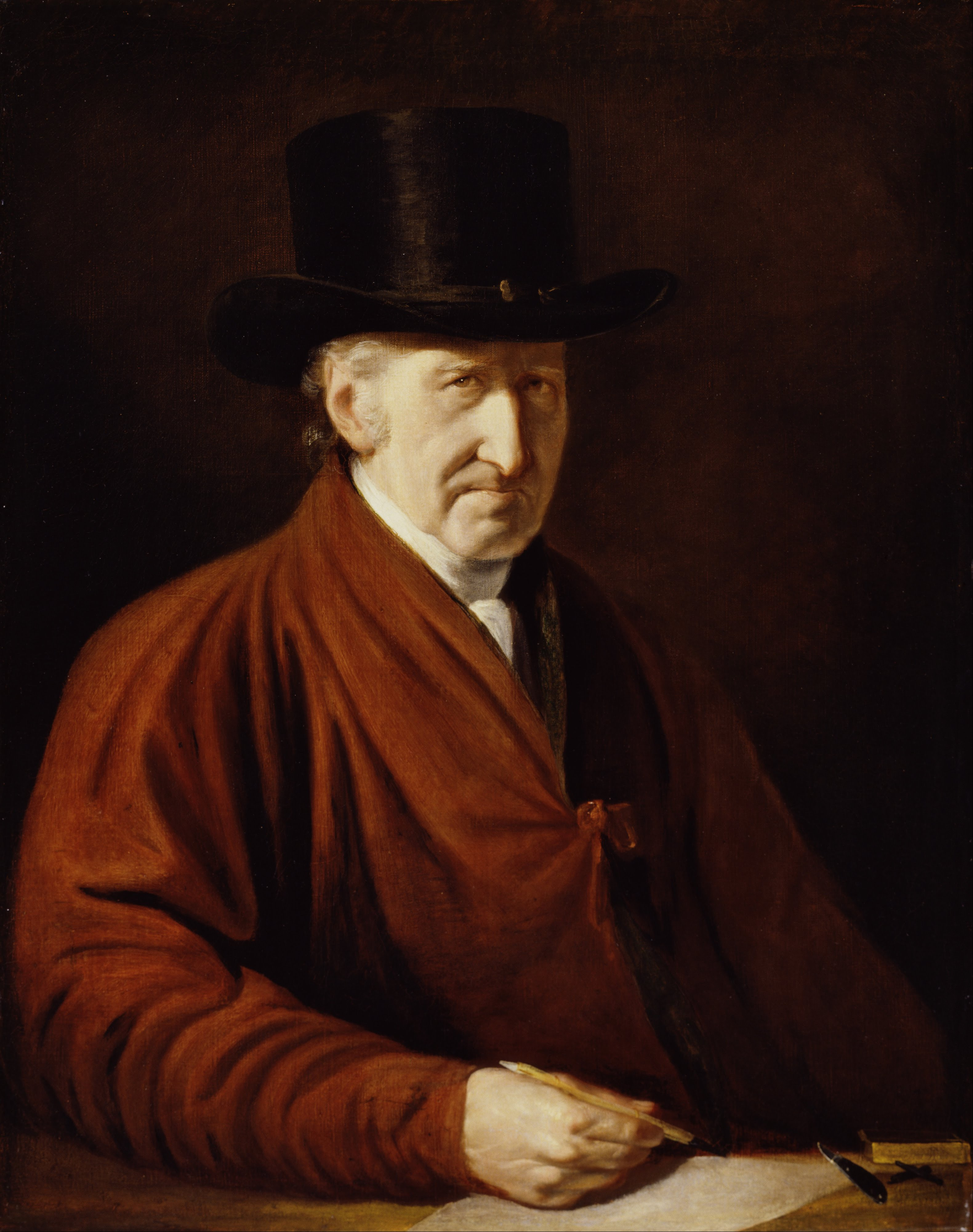
자화상, 1819
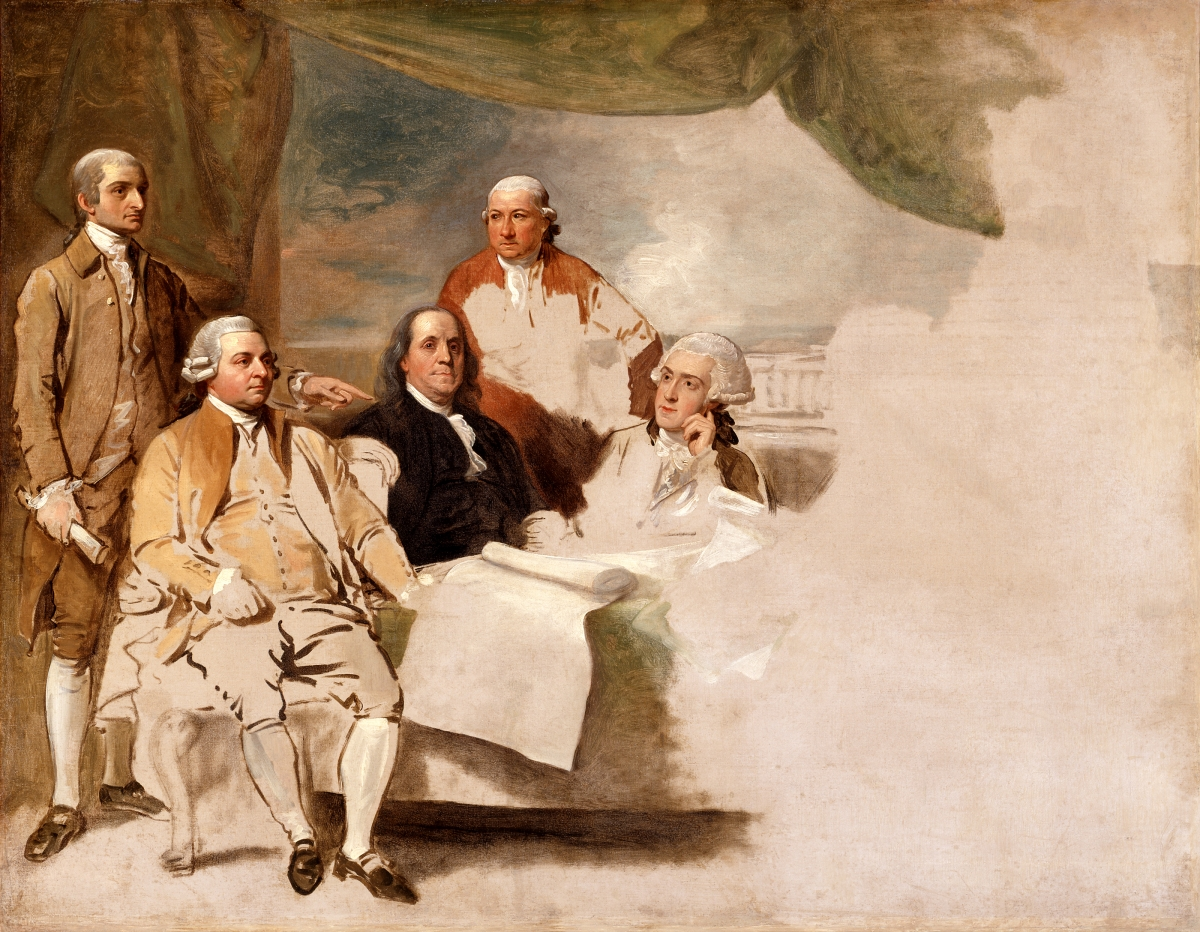
파리조약의 미국 특사단 그림. 영국 대표단은 포즈 취하기를 거부했으며, 그 그림은 완성되지 못했다, 1783–1784.

## 참고 문헌
- Angelo, Henry (1828). 《Reminiscences of Henry Angelo, with memoirs of his late father and friends, including numerous original anecdotes and curious traits of the most celebrated characters that have flourished during the last eighty years》 (Vol. 1). London: H. Colburn.
- John Galt: The life and studies of Benjamin West ... prior to his arrival in England; Publisher: Moses Thomas, Philadelphia (1816)
- John Galt: The Life, Studies, and Works of Benjamin West, Esq., President of the Royal Academy of London Publisher: Printed for T. Cadell and W. Davies. (1820)
- John Galt: The progress of genius : or authentic memoirs of the early life of Benjamin West. Abridged for the use of young persons. Publisher: Leonard C. Bowles. Boston (1832)
- John Galt, The Life and Studies of Benjamin West, Esq. (1816).
- Helmut von Erffa and Allen Staley, The Paintings of Benjamin West (New Haven, 1986).
- Ann Uhry Abrams, The Valiant Hero: Benjamin West and Grand-Style History Painting (Washington, 1985).
- James Thomas Flexner, "Benjamin West's American Neo-Classicism," New-York Historical Society Quarterly 36, 1 (1952), 5–41, rept. in America's Old Masters (New York, 1967), 315–40.
- Susan Rather. Benjamin West, John Galt, and the Biography of 1816. The Art Bulletin, Vol. 86, No. 2 (Jun. 2004), pp. 324–45
- Sherman, Frederic Fairchild, American Painters of Yesterday and Today, 1919, Priv. print in New York. Chapter: Benjamin West:https://archive.org/stream/americanpainters00sheriala#page/62/mode/2up